# أنقليس ثعباني منتفخ
أنقليس ثعباني منتفخ (الاسم العلمي: Callechelys papulosa) هو نوع من الأنقليس، يتبع فصيلة الأنقليس الثعباني.